# Le Gua
|  | Per a altres significats, vegeu «Le Gua (Charente Marítim)». |

Le Gua és un municipi francès al departament d'Isèra i a la regió d'Alvèrnia-Roine-Alps. L'any 2007 tenia 1.855 habitants.

## Demografia

### Població
El 2007 la població de fet de Le Gua era de 1.855 persones. Hi havia 708 famílies de les quals 168 eren unipersonals (84 homes vivint sols i 84 dones vivint soles), 208 parelles sense fills, 272 parelles amb fills i 60 famílies monoparentals amb fills.
La població ha evolucionat segons el següent gràfic:

### Habitatges
El 2007 hi havia 921 habitatges, 718 eren l'habitatge principal de la família, 135 eren segones residències i 68 estaven desocupats. 751 eren cases i 167 eren apartaments. Dels 718 habitatges principals, 551 estaven ocupats pels seus propietaris, 140 estaven llogats i ocupats pels llogaters i 27 estaven cedits a títol gratuït; 7 tenien una cambra, 32 en tenien dues, 100 en tenien tres, 190 en tenien quatre i 389 en tenien cinc o més. 558 habitatges disposaven pel capbaix d'una plaça de pàrquing. A 271 habitatges hi havia un automòbil i a 387 n'hi havia dos o més.

### Piràmide de població
La piràmide de població per edats i sexe el 2009 era:
| Homes | Edats   | Dones |
| ----- | ------- | ----- |
| 0     | 95 o +  | 0     |
| 0     | 90 a 94 | 0     |
| 4     | 85 a 89 | 8     |
| 0     | 80 a 84 | 8     |
| 20    | 75 a 79 | 36    |
| 28    | 70 a 74 | 36    |
| 60    | 65 a 69 | 60    |
| 44    | 60 a 64 | 44    |
| 44    | 55 a 59 | 36    |
| 100   | 50 a 54 | 80    |
| 56    | 45 a 49 | 72    |
| 88    | 40 a 44 | 56    |
| 84    | 35 a 39 | 80    |
| 36    | 30 a 34 | 40    |
| 52    | 25 a 29 | 36    |
| 56    | 20 a 24 | 60    |
| 36    | 15 a 19 | 52    |
| 76    | 10 a 14 | 60    |
| 76    | 5 a 9   | 64    |
| 52    | 0 a 4   | 36    |

## Economia
El 2007 la població en edat de treballar era de 1.234 persones, 907 eren actives i 327 eren inactives. De les 907 persones actives 861 estaven ocupades (474 homes i 387 dones) i 46 estaven aturades (20 homes i 26 dones). De les 327 persones inactives 114 estaven jubilades, 118 estaven estudiant i 95 estaven classificades com a «altres inactius».

### Ingressos
El 2009 a Le Gua hi havia 725 unitats fiscals que integraven 1.882 persones, la mediana anual d'ingressos fiscals per persona era de 21.733 €.

### Activitats econòmiques
Dels 63 establiments que hi havia el 2007, 2 eren d'empreses extractives, 1 d'una empresa alimentària, 1 d'una empresa de fabricació de material elèctric, 3 d'empreses de fabricació d'altres productes industrials, 16 d'empreses de construcció, 8 d'empreses de comerç i reparació d'automòbils, 3 d'empreses de transport, 4 d'empreses d'hostatgeria i restauració, 2 d'empreses financeres, 2 d'empreses immobiliàries, 8 d'empreses de serveis, 9 d'entitats de l'administració pública i 4 d'empreses classificades com a «altres activitats de serveis».
Dels 21 establiments de servei als particulars que hi havia el 2009, 3 eren tallers de reparació d'automòbils i de material agrícola, 3 paletes, 1 guixaire pintor, 4 fusteries, 3 lampisteries, 1 electricista, 1 empresa de construcció, 1 perruqueria, 3 restaurants i 1 agència immobiliària.
Els 4 establiments comercials que hi havia el 2009 eren una botiga de més de 120 m², una fleca, una carnisseria i una llibreria.
L'any 2000 a Le Gua hi havia 18 explotacions agrícoles que ocupaven un total de 535 hectàrees.

## Equipaments sanitaris i escolars
L'únic equipament sanitari que hi havia el 2009 era una farmàcia.
El 2009 hi havia un escola maternal i dues escoles elementals.

## Poblacions properes
El següent diagrama mostra les poblacions més properes.